# کرابتشیتسه
کرابتشیتسه (به چکی: Krabčice) یک منطقهٔ مسکونی در جمهوری چک است که در ناحیه لیتومیریتسه واقع شده است. کرابتشیتسه ۱۰٫۳ کیلومتر مربع مساحت و ۸۷۹ نفر جمعیت دارد و ۲۶۸ متر بالاتر از سطح دریا واقع شده است.